# CC Zagreb
Curling club Zagreb je curling klub iz grada Zagreba.
Utemeljen je 2002. godine. Sjedište je na adresi Vučetićev prilaz 3.
Na prvom PH u curlingu 2006. godine osvojili su prvo mjesto, postavši prvi povijesni prvaci Hrvatske, tri godine nakon što je u Hrvatskoj prvi izglačani kamen bačen na led.
Prvaci su nastupili u postavi:

Alen Čadež, Dalibor Golec, Dražen Ćutić, Davor Palčec i Ognjen Golubić.
Na drugom PH u curlingu održanom 2007. godine obranili su naslov prvaka.

## Vanjske poveznice
- Hrvatski curling savez  Arhivirana inačica izvorne stranice od 18. siječnja 2010. (Wayback Machine)